# Onthophagus walteri
Onthophagus walteri là một loài bọ cánh cứng trong họ Bọ hung (Scarabaeidae).